# ليو بولاك
ليو بولاك (بالإنجليزية: Lew Pollack)‏ هو كاتب أغاني وملحن أمريكي، ولد في 16 يونيو 1895، وتوفي في 18 يناير 1946 في لوس أنجلوس في الولايات المتحدة بسبب نوبة قلبية.

## وصلات خارجية
- ليو بولاك على موقع IMDb (الإنجليزية)
- ليو بولاك على موقع ميوزك برينز (الإنجليزية)
- ليو بولاك على موقع أول موفي (الإنجليزية)
- ليو بولاك على موقع قاعدة بيانات برودواي على الإنترنت (الإنجليزية)
- ليو بولاك على موقع قاعدة بيانات الأفلام السويدية (السويدية)
- ليو بولاك على موقع ديسكوغز (الإنجليزية)
- ليو بولاك على موقع قاعدة بيانات الفيلم (الإنجليزية)
- ليو بولاك على موقع كينوبويسك (الروسية)